# Abierto Mexicano Telcel 2007
Die Abierto Mexicano Telcel 2007 waren ein Tennisturnier der WTA Tour 2007 für Damen und ein Tennisturnier der ATP Tour 2007 für Herren in Acapulco und fanden zeitgleich vom 26. Februar bis zum 3. März 2007 statt.